# União das Freguesias de Recardães e Espinhel
União das Freguesias de Recardães e Espinhel, kurz Recardães e Espinhel, ist eine Gemeinde (Freguesia) der portugiesischen Stadt Águeda.
Die Gemeinde entstand am 29. September 2013 im Zuge der administrativen Neuordnung in Portugal aus dem Zusammenschluss der Gemeinden Recardães und Espinhel. Sitz wurde Recardães.
Auf einer Fläche von 19,92 km² leben 6.036 Einwohner (Stand: 30. Juni 2011).